# Свети Илия (Бойково)
„Свети Илия“ е български православен параклис в село Бойково, област Пловдив.
Намира се на главния път към Бойково, в местността Гьоля.

## История
Параклисът е построен през 90-те години на XX век.
Представлява едноапсидна правоъгълна постройка с двускатен керемиден покрив. Стените са покрити с икони. Пред параклиса има широка поляна и обособено място за почивка. В близост до „Свети Илия“ се намира чешма с вечно течаща студена вода. Светилището е отключено и предлага на своите посетители свещи и кибрит.
На празника Илинден (20 юли) се извършва водосвет и се организира курбан.